# Piet Boskma
Piet Boskma (Leeuwarden, 22 oktober 1952) is een Nederlandse voetballer. Hij heeft van 1975 tot 1985 bij sc Heerenveen gespeeld, eerst als aanvaller en later als centrale verdediger.

## Loopbaan
Boskma doorliep zijn jeugdopleiding bij FVC en speelde een seizoen in het eerste team bij zowel VV Rood Geel als VV Nicator voor hij in 1975 bij Heerenveen kwam.
In zijn eerste seizoen werd hij gedeeld clubtopscorer (samen met nog 4 anderen) met 6 goals. In 1984 werd voor hem, samen met Joop Braber, een ontslagvergunning aangevraagd maar dat werd door het arbeidsbureau geweigerd. Beiden kwam hierna echter niet meer bij het eerste team. In 1985 gingen Boskma en Braber naar WKE, in 1986 gingen beiden naar SC Joure en in 1987 naar Heerenveense Boys. Zijn laatste club was VV Nieuweschoot waar hij na het seizoen 1989/90 zijn loopbaan beëindigde.

## Statistieken
| Seizoen | Club          | Wedstrijden | Goals | Assists |
| ------- | ------------- | ----------- | ----- | ------- |
| 1975/76 | sc Heerenveen | 32          | 6     | 1       |
| 1976/77 | sc Heerenveen | 35          | 2     | 2       |
| 1977/78 | sc Heerenveen | 25          | 1     | 2       |
| 1978/79 | sc Heerenveen | 36          | 1     | 0       |
| 1979/80 | sc Heerenveen | 30          | 3     | 1       |
| 1980/81 | sc Heerenveen | 32          | 3     | 2       |
| 1981/82 | sc Heerenveen | 5           | 1     | 0       |
| 1982/83 | sc Heerenveen | 1           | 0     | 0       |
| 1983/84 | sc Heerenveen | 0           | 0     | 0       |
| 1984/85 | sc Heerenveen | 0           | 0     | 0       |
| Totaal  |               | 196         | 17    | 7       |